# 859 v.Chr.
Het jaar 859 v.Chr. is een jaartal volgens de christelijke jaartelling.

## Gebeurtenissen
- Einde koningschap Assurnasirpal II van Assyrië.

## Geboren
- Rudaki, een Perzisch dichter

## Overleden
- Assurnasirpal II, koning van Assyrië sedert 883 v.Chr.